# Rajd Dakar 1997
Rajd Dakar 1997 (Rajd Paryż - Dakar 1997) – dziewiętnasta edycja terenowego Rajdu Dakar, która odbyła się na trasie Dakar - Agadez - Dakar. Trasa rajdu liczyła 8 049 km, startowało 280 pojazdów. Jutta Kleinschmidt została pierwszą kobietą, która została sklasyfikowana na wysokim piątym miejscu. W kategorii samochodów tryumfował Japończyk Kenjiro Shinozuka, zaś w kategorii motocykli - po raz piąty Francuz Stephane Peterhansel.